# Dubrava Križovljanska
Dubrava Križovljanska is een plaats in de gemeente Cestica in de Kroatische provincie Varaždin. De plaats telt 297 inwoners (2001).